# Gåramålare
Gåramålare (gårdsmålare) är ett skånskt ord som introducerades 1970 och som sedan spridit sig till övriga Sverige.
En gåramålare var oftast en självlärd konstnär som vandrade omkring och målade av boställen för sin försörjning. Målningarna har ofta en naiv karaktär och kännetecknas av stor detaljrikedom; ofta förskönades motiven. Om det saknades gardiner i fönstren, målade gåramålaren ändå gardiner för att gården skulle se ståndsmässig ut. Ibland förvrängdes perspektivet för att alla byggnader skulle synas på tavlan. Gåramåleriet blev vanligt från 1800-talets senare decennier och levde kvar under mellankrigstiden. När flygfotografiet slog igenom på 1950-talet ersattes målningarna med flygfotografier.
Exempel på gåramålare är Arvid Lindoff, Mikael Raatikainen och Hed Olof Olsson.  
Östergötlands Arkivförbund (ÖLFA) har publicerat en databas över så kallade gåramålningar från Östergötland.